# Gian Luca Zattini
Gian Luca Zattini, né le 12 avril 1955 à Meldola, est un médecin et homme politique italien, maire de Forlì depuis le 11 juin 2019.  

## Biographie
Né à Meldola en 1955, Gian Luca Zattini est diplômé en médecine et chirurgie à l'université de Bologne ; il exerce comme chirurgien-dentiste. En 1975, il entre pour la première fois en politique et est élu au conseil municipal de Meldola dans les rangs des démocrates chrétiens.
En 2009, il est élu maire de sa ville à la tête de la liste « Noi Meldolesi ». Il est réélu en 2014.
En 2019, à la fin de son deuxième mandat, il décide de se porter candidat à la mairie de Forlì avec le soutien d'une coalition formée par la Ligue du Nord, Forza Italia, Frères d'Italie, Le Peuple de la famille (en) et la liste civique Forlì Cambia,. Il gagne avec 53,07% des votes, devenant le premier maire de Forlì qui ne soit pas de centre-gauche depuis la fin du mandat d'Emanuele Loperfido en 1970. Il entre officiellement en fonctions le 11 juin 2019.